# 木橋鎮
木橋鎮是加拿大安大略省旺市西南部的市郊地區，東接400號省道，西接50號省道，南接士刁士路（與多倫多邊界），北接麥健時少校徑。該地區曾是獨立市鎮，後於1971年與附近地區合併為旺市。傳統上，該地區核心是7號省道以北、介乎伊斯靈頓路與基伯齡路之間的木橋路（Woodbridge Avenue）延長段。

## 教育
- 聖母無原罪天主教小學（Immaculate Conception Catholic Elementary School）
- 北山私立學校（North Hill Private School）
- 花地瑪聖母天主教小學（Our Lady of Fatima Catholic Elementary School）
- 松林公立學校（Pine Grove Public School）
- 聖馬高天主教小學（San Marco Catholic Elementary School）
- 聖靄思亞西西天主教小學（St. Agnes of Assisi Catholic Elementary School）
- 聖安道天主教小學（St. Andrew Catholic Elementary School）
- 聖佳琳天主教小學（St. Catherine of Siena Catholic Elementary School）
- 聖嘉勒天主教小學（St. Clare Catholic Elementary School）
- 聖克勉天主教小學（St. Clement Catholic Elementary School）
- 聖方濟亞西西天主教小學（St. Francis of Assisi Catholic Elementary School）
- 聖嘉柏天主教小學（St. Gabriel the Archangel Catholic Elementary School）
- 聖艾美天主教小學（St. Emily Catholic Elementary School）
- 聖瑪嘉烈瑪利亞天主教小學（St. Margaret Mary Catholic Elementary School）
- 聖伯鐸天主教小學（St. Peter Catholic Elementary School）
- 聖德範天主教小學（St. Stephen Catholic Elementary School）
- 木橋鎮書院（Woodbridge College）
- 木橋鎮公立學校（Woodbridge Public School）

## 著名居民
- 羅拔·巴比里
- 塞吉歐·迪齊歐
- 大衛·羅科